# Ferrançac
Ferrançac (en francès Ferrensac) és un municipi francès situat al departament d'Òlt i Garona i a la regió de la Nova Aquitània.

## Demografia
| 1962                                       | 1968 | 1975 | 1982 | 1990 | 1999 | 2007 | 2016 |
| ------------------------------------------ | ---- | ---- | ---- | ---- | ---- | ---- | ---- |
| 185                                        | 217  | 191  | 195  | 171  | 163  | 210  | 216  |
| Des de 1962: població sense dobles comptes |      |      |      |      |      |      |      |

## Administració
| Període   | Identitat      | Partit |
| --------- | -------------- | ------ |
| 2008-2014 | Gilbert Delage |        |
| 2014-     | André Cots     |        |